# Kampania (region)

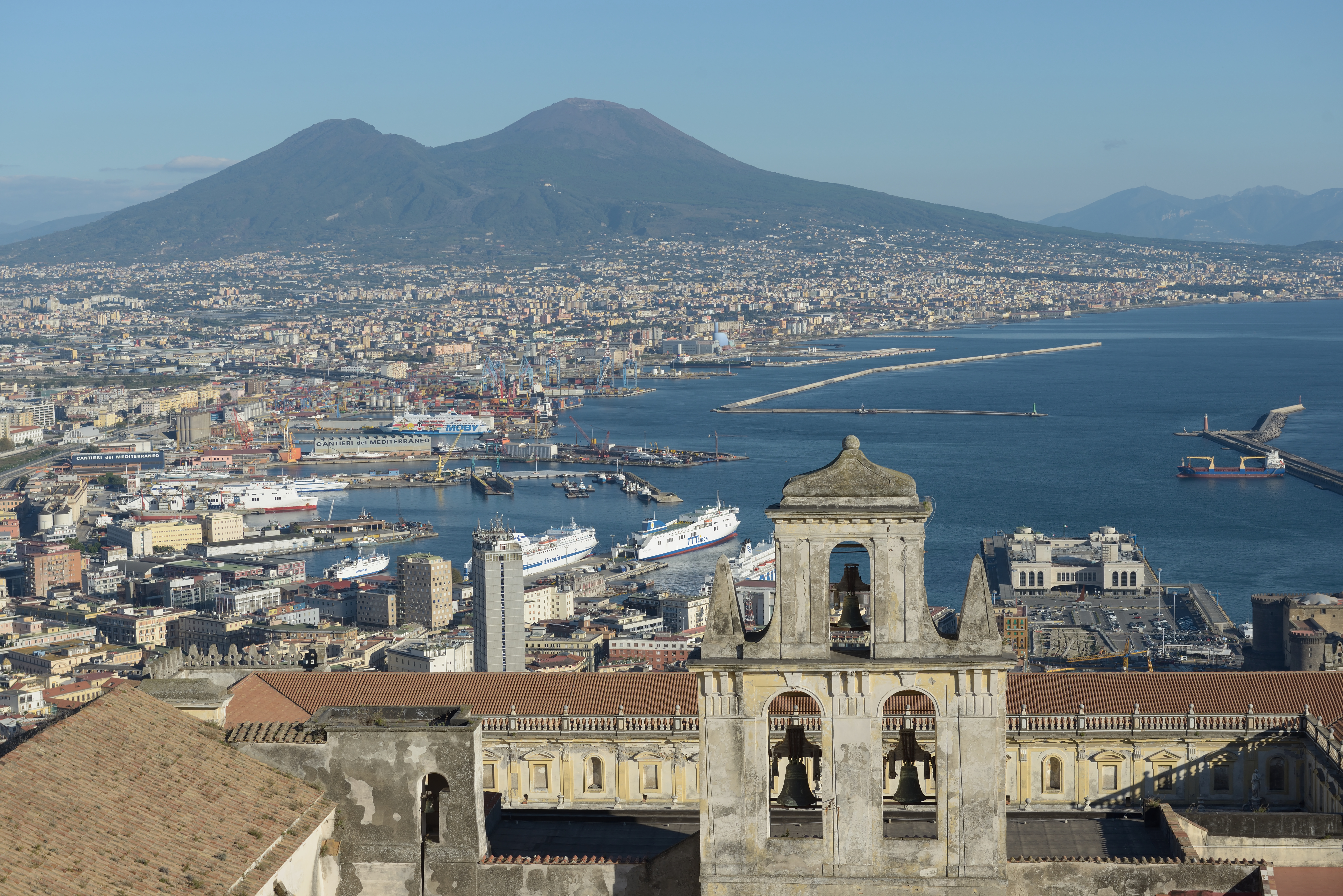
panorama Neapolu, a w tle Wezuwiusz

Kampania (wł. Campania) – region administracyjny w południowych Włoszech, o powierzchni 13 595 km²; 5,7 miliona mieszkańców ze stolicą w Neapolu (1,2 miliona mieszkańców). Gęstość zaludnienia 419 os./km². Graniczy z Lacjum, Molise, Apulią i Basilicatą.
Kampania (łac. Campania) to także kraina historyczna w Italii znajdująca się w południowej części Półwyspu Apenińskiego.  Początkowo zamieszkiwana przez Osków, później dostała się pod panowanie Etrusków, których w końcu wyparli Samnici. Głównymi miastami Kampanii były Kapua, grecki Neapol, miasto portowe Puteoli (dzisiejsze Pozzuoli), oraz zniszczone w 79 przez wybuch Wezuwiusza oskijskie Pompeje.
W starożytności znana z żyznych ziem (m.in. uprawa winorośli i sławne wino falerneńskie), ogrodów i sadów oraz bukolicznego krajobrazu. Również mieszkańcy – zawzięci i dobrze uzbrojeni wojownicy − byli wysoko cenieni jako najemnicy w Kartaginie, Grecji i ptolemejskim Egipcie.
Nazwa Kampania pochodzi od łac. Campania felix co znaczy „szczęśliwy kraj”.

## Prowincje
W skład Kampanii wchodzi 5 prowincji:
- prowincja Neapol (zlikwidowana w grudniu 2014)
- prowincja Salerno
- prowincja Caserta
- prowincja Benewent
- prowincja Avellino.

## Prezydenci Kampanii
- 1970–1971: Carlo Leone (DC)
- 1971–1972: Nicola Mancino (DC)
- 1972–1973: Alberto Servidio (DC)
- 1973–1975: Vittorio Cascetta (DC)
- 1975–1976: Nicola Mancino (DC)
- 1976–1979: Gaspare Russo (DC)
- 1979–1980: Ciro Cirillo (DC)
- 1980–1983: Emilio De Feo (DC)
- 1983–1989: Antonio Fantini (DC)
- 1989–1993: Ferdinando Clemente di San Luca (DC)
- 1993–1995: Giovanni Grasso (DC)
- 1995–1999: Antonio Rastrelli (AN)
- 1999–2000: Andrea Losco (Ulivo)
- 2000–2010: Antonio Bassolino (DS/PD)
- 2010-2015: Stefano Caldoro[2] (PdL)
- od 2015: Vincenzo De Luca (PD)

## Historia
W VII i VIII w. p.n.e. pojawiły się tu ludy, o których mowa już w poematach Homera. Na południu Półwyspu Apenińskiego wylądowali przybysze z greckiej Eubei. Wyparli stąd Etrusków. W IV w. p.n.e. znaczną część Kampanii opanowali Rzymianie, którzy władali tą ziemią przez siedem wieków.
O popularności tych okolic świadczą liczne wille w Pompejach i Herkulanum, wyjątkowo dobrze zachowane wskutek pokrycia zwałami popiołów w następstwie katastroficznego wybuchu Wezuwiusza 24 sierpnia 79.

## Gospodarka
- rolnictwo: uprawa tytoniu, konopi, zbóż, oliwek, winorośli, ziemniaków, pomidorów, bakłażanów, brzoskwiń, orzechów, moreli
- przemysł: lekki (włókienniczy), chemiczny, elektromaszynowy (maszynowy), metalurgiczny (hutniczy)
- rozwinięta turystyka